# Astyanax
Pour les articles homonymes, voir Astyanax (homonymie).
« Scamandrios » redirige ici. Pour le satellite de l'astéroïde (624) Hector, voir Scamandrios (lune).

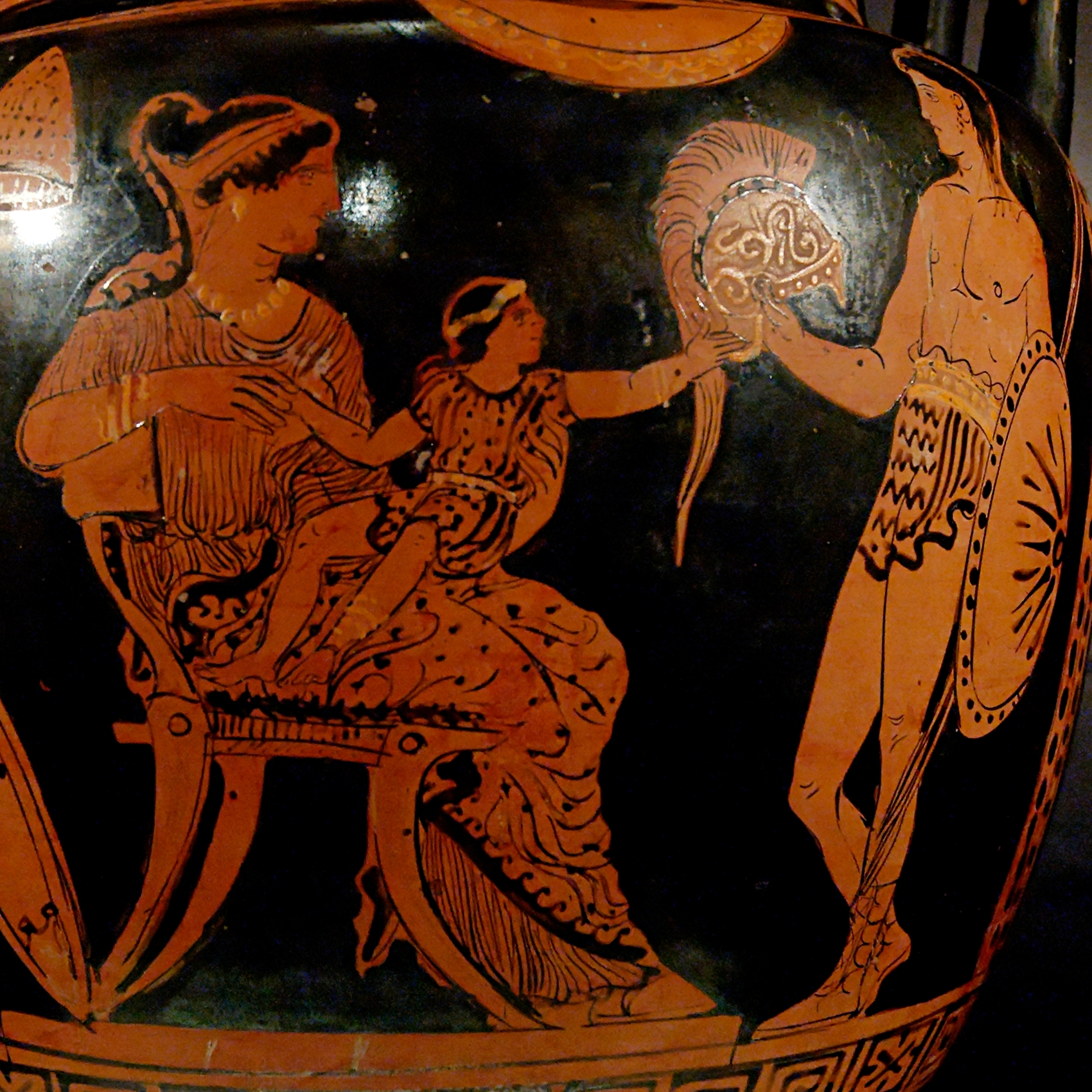
Astyanax, sur les genoux d'Andromaque, essaie d'attraper le casque de son père Hector, cratère à colonne apulien à figures rouges, v. 370-360 av. J.-C., Musée national du palais Jatta à Ruvo di Puglia (Bari)

Dans la mythologie grecque, Astyanax (en grec ancien Ἀστυάναξ / Astuánax (« qui règne dans la ville »), de ἄστυ / ástu (« ville ») et ἄναξ / ánax (« maître »)) est le fils d'Hector et d'Andromaque, et par conséquent le petit-fils de Priam, roi de Troie.

## Nom
Par un acte de piété locale, son père lui donne le nom « Scamandrios » (en grec ancien Σκαμάνδριος / Skamándrios), d'après le nom du fleuve qui arrose Troie, le Scamandre. Le peuple lui préfère le nom d'Astyanax, qui signifie « le prince de la ville », surnom honorifique rendant hommage à Hector et au rôle qu'il joue dans la défense de la ville.
Le nom de Scamandrios n'apparaît qu'une seule fois dans Iliade et n'est pas repris par le Cycle troyen ni par la tradition ultérieure, pour laquelle le fils d'Hector s'appelle Astyanax. Il est donc possible que « Scamandrios » ne soit qu'un surnom affectueux donné par Hector à son fils.

## Mythe

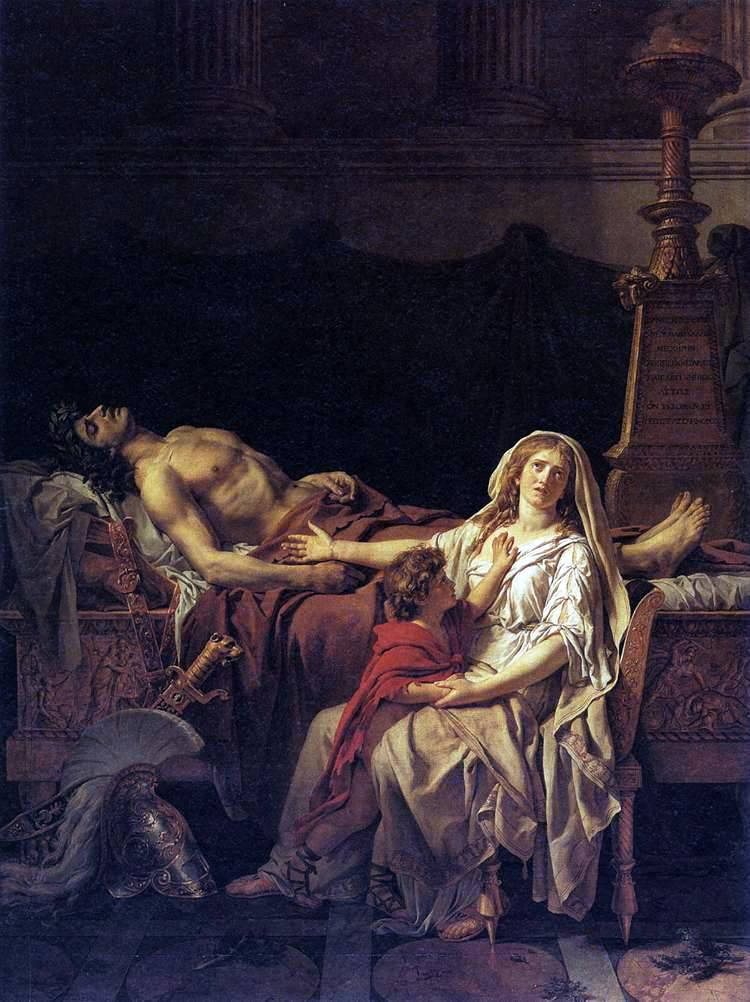
La Douleur et les Regrets d'Andromaque sur le corps d'Hector son mari par Jacques-Louis David (1783), musée du Louvre.

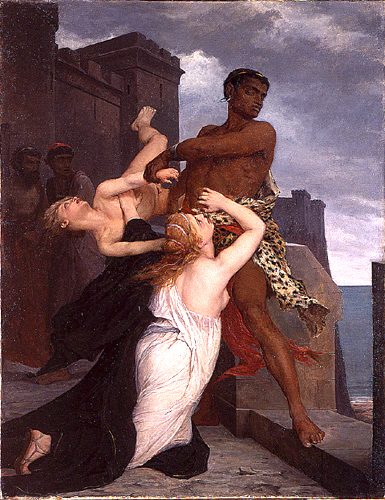
La mort d'Astyanax.Édouard-Théophile Blanchard

Il apparaît au chant VI de l’Iliade, la scène se déroule devant les portes Scées de Troie : il est apporté par une nourrice devant son père, qui s'apprête à partir au combat. Encore petit, Astyanax prend peur en voyant l'armure de bronze et le cimier du casque de son père, qui enlève son casque et prend l'enfant dans ses bras pour le rassurer. Au chant XXII, Andromaque aperçoit le corps de son mari traîné par Achille derrière son char et déplore le sort de son fils devenu orphelin. Enfin, au chant XXIV, alors que le corps d'Hector a été rapporté du camp achéen par Priam, elle prédit le sort de son fils :

« Et toi, mon fils, ou bien tu me suivras

Là-bas pour remplir avec moi de serviles besognes

Et subir la loi d'un despote, ou bien quelque Achéen

T'ira jeter – horrible fin ! – du haut de nos remparts,

Irrité contre Hector, qui lui aura tué un frère,

Un père ou bien un fils, car il y a tant d'Achéens

Qui, sous les coups d'Hector, ont mordu la terre infinie ! »

Les traditions divergent sur son sort. Selon la Petite Iliade, Néoptolème, fils d'Achille, le met à mort en le jetant du haut d'une tour de la ville. Le Sac de Troie, une autre épopée du Cycle troyen, présente une version minoritaire où c'est Ulysse qui tue Astyanax. La tradition majoritaire retient Néoptolème comme l'auteur du crime, mais précise qu'il résulte d'une décision collective des chefs grecs. Les funérailles de l'enfant sont présentées dans la scène finale des Troades, une tragédie perdue d'Euripide.
Dans Les Troyennes de Sénèque, tragédie qui reprend des éléments des Troades et de l'Hécube d'Euripide, une grande partie de l'intrigue repose sur le sort réservé à Astyanax. Sa mort est annoncée comme nécessaire par le devin Calchas mais tous les chefs grecs ne sont pas d'accord. Finalement Ulysse vient chercher le fils d'Hector et justifie son acte en disant que si Astyanax ne meurt pas aujourd'hui les survivants troyens placeront leur vengeance en lui, et, dans vingt ans, quand Astyanax attaquera la Grèce, Ulysse ne pourra plus se battre et c'est Télémaque son fils qui ira au combat. L'enjeu porte sur la sécurité des jeunes générations. Finalement Astyanax est précipité du haut d'une des tours des remparts de la cité. 
D'autres traditions font survivre Astyanax au sac de Troie. Dans l'une, que suit Racine dans Andromaque, l'enfant est le captif de Néoptolème et suit sa mère en Épire. Dans l'autre, il fonde plus tard une nouvelle Troie avec son cousin Ascagne, le fils d'Énée (Tite-Live). Dans La Franciade (1572), Ronsard imagine qu' Astyanax fonde sous le nom de Francion le royaume de France.

## Astyanax dans la littérature
Astyanax est un personnage absent de la tragédie d'Andromaque de Jean Racine (1667). L'étude de Stéphane Patrice, Sous Andromaque, dont le sous-titre est La délicate posture d'Astyanax, révèle l'importance méconnue de cet enfant.
Dans le théâtre français, Astyanax est l'éponyme d'au moins deux pièces : en 1756, une tragédie en vers de Vivien de Chateaubrun ; et en 1789, Astyanax, une autre tragédie de Richerolle d'Avallon.
Bertrand Russell compare dans ses Essais sceptiques (Sceptical Essays, 1928) les conditions imposées à l'Allemagne par le Traité de Versailles à la condamnation à mort d'Astyanax : l'enfant puni de façon cruelle pour une faute qui n'était que celle de la génération antérieure.
Astyanax est un recueil de poèmes d'André Pieyre de Mandiargues, publié en 1957. Pour l'écrivain, ce nom s'identifie aux cri des mouettes de son cher pays de Caux : « Non pas le fâcheux fils d'Hector; Astyanax, c'est le cri des mouettes et des hirondelles de mer devant les hautes falaises de craie, percées de nids, qui ont muré les meilleurs jours de mon enfance », explique-t-il dans sa préface. De fait, il semble exister une correspondance profonde entre Astyanax et Mandiargues lui-même, orphelin de guerre comme le fils d'Hector, et dont la mère, comme Andromaque, s'était renfermée dans son veuvage et isolée à Berneval-le-Grand.